# 氨
氨（或称氨氣、無水氨，曾音譯作氬、阿摩尼亞，分子式为NH3）是无色气体，有强烈刺激气味（尿味），极易溶於水。常温常压下，1單位体积水可溶解700倍体积的氨。氨對地球上的生物相當重要，是所有食物和肥料的重要成分。氨也是很多藥物和商業清潔用品直接或间接的組成部分，具有腐蝕性等危險性质。
由於氨有廣泛的用途，成為世界上產量最多的無機化合物之一，約八成用於製作化肥。2006年，氨的全球產量估計為1.465億吨，主要用於製造商業清潔產品。
氨可以提供孤電子對，所以也是路易斯鹼。

## 制法

#### 实验室制取
加热氯化铵和氢氧化钙的混合物，可制得少量氨气：
{\displaystyle {\ce {2NH4Cl{+}Ca(OH)2->2NH3\uparrow +CaCl2{+}2H2O}}}
由于产物中含有水蒸气，故反应物需用碱石灰净化。
注意不能用硝酸铵代替氯化铵，因硝酸铵不稳定且产物不单一；也不能用氢氧化钾和氢氧化钠代替氢氧化钙，因为二者皆易吸收产物中的水，阻止进一步反应。吸收水蒸气不能用浓硫酸和固体氯化钙，因二者皆能与氨气反应。
若有浓氨水，亦可加热之，制备氨气：
{\displaystyle {\ce {NH3.H2O->[{\triangle }]NH3\uparrow +H2O}}}

#### 氮化物制法
可以用氮化物与水反应或者叠氮化物分解。如：Li3N + 3H2O → 3LiOH + NH3↑

#### 工业合成氨
如今，工业制备氨气主要是通过哈柏法，即在约700K及200个大气压下，以铁为催化剂制成。然而此法耗费大量原料及能量，仅此一项即占全球碳排放量的3%，消耗5%的天然气，故有新的制氨法被提出。日本化学家细野秀雄提出用更有效的含钌及钡-铈催化剂催化氮气与水的反应制得氨气，此法已在日本投产使用。

## 鉴定
鉴定氨气需将待测气体通入水中溶解，然后用奈斯勒试剂（碘化汞钾和氢氧化钾的混合物）测试，溶液会变黄色：
NH4+ + 2[HgI4]2− + 4OH− → HgO·Hg(NH2)I + 7I− + 3H2O

## 氨水
氨水（NH3(aq)，也常寫成 NH4OH）又稱為阿摩尼亞水，指氨的水溶液，有強烈刺鼻氣味，具弱鹼性。
氨水中，氨氣分子發生微弱水解生成氫氧根離子及銨根離子。「氫氧化銨」事實上並不存在，只是對氨水溶液中的離子的描述，並無法從溶液中分離出來。
氨的在水中的電離可以表示為：
{\displaystyle {\ce {NH3*H2O = {NH4}^{+}+ OH-}}}
反應平衡常數{\displaystyle K_{b}=1.8\times 10^{-5}}。
1M氨水的pH值為11.63，大約有0.42%的NH3變為NH4+。
氨水是實驗室中氨的常用來源。它可與含銅(II)離子的溶液作用生成深藍色的配合物，也可用於配置銀氨溶液等分析化學試劑。

## 用途
- 氨水可被土中的土壤膠體吸附和被作物吸收，無殘留物質，適用於各種土壤和作物。
- 由於氨擁有强烈的刺激性氣味，在医疗方面，會用少量易於揮發的氨作為使人清醒的吸入劑。
- 生產硝酸
- 玻璃清潔劑
- 有八成的氨生產氮肥
- 航空燃料（X-15）
- 氨是最广泛用的制冷剂之一，可用于空调、冷藏和低温，能用于各种形式的制冷压缩机，蒸发温度可控制在5度至零下65度，代號R717。

## 反应

### 络合反应
NH3分子中氮原子有一对孤对电子，可以作为电子对给予体（路易斯碱）形成加合物。如氨在氢离子络合生成铵离子：
{\displaystyle {\ce {NH3 + H+ = {NH4}^{+}}}}
NH3亦可与金属离子如Ag+、Cu2+等发生錯合，生成錯合物：
{\displaystyle {\ce {Ag+ + 2NH3 = [Ag(NH3)2]+}}}
{\displaystyle {\ce {{Cu}^{2+}+ 4NH3 = {[Cu(NH3)4]}^{2+}}}}

### 氧化还原
NH3分子中氮为-3价，在适当条件下可被氧化为N2或更高价氮化合物。
如NH3在纯氧中燃烧，生成N2：
{\displaystyle {\ce {4NH3 + 3O2 = 2N2 + 6H2O}}}(ΔHºr = –1267.20 kJ/mol)
在铂催化下可氧化生成水与一氧化氮，是工业制硝酸的重要反应。
{\displaystyle {\ce {4NH3 + 5O2 = 4NO + 6H2O}}}
可还原CuO为Cu：
{\displaystyle {\ce {2NH3 + 3CuO = N2 + 3H2O + 3Cu}}}
常温下NH3可与强氧化剂（如氯气、过氧化氢、高锰酸钾）直接反应：
{\displaystyle {\ce {2NH3 + 3Cl2 = N2 + 6HCl}}}

### 酸鹼中和
氨是帶弱鹼性的，會和酸發生酸鹼中和反應。例：HNO3+NH3→NH4NO3
氨與強酸反應，生成的鹽大多為弱酸性。氨與弱酸（如乙酸）反應，鹽則為中性。
酸鹼中和是放熱反應。

### 有機反應
氨分子的氮上有一對孤對電子，而且帶部分負電荷，因此氨具有親核性。換言之，氨是個親核試劑，因此可與親電體反應。
例如，氨與鹵代烴發生雙分子親核取代反應生成胺。該反應又稱氨解反應。
RX + NH3 → RNH2+ HX
又如，氨跟酰氯發生親核酰基取代反應，生成酰胺。

## 液氨
液氨（NH3）指的是液態的氨，為工業上氨氣的主要儲存形式。是一種常用的非水溶劑和致冷劑，也是除了水以外最常用的無機溶劑。不過由於它的揮發性和腐蝕性，液氨在儲存和運輸時發生事故的機率也相當高。

## 備注
1. ↑   (PDF).   [2021-04-09]. （原始内容存档 (PDF)于2021-03-28）.
2. ↑  .   [3 March 2016]. （原始内容存档于2006-03-02）.
3. ↑  Yost, Don M. . . READ BOOKS. 2007: 132  [2021-04-09]. ISBN 978-1-4067-7302-6. （原始内容存档于2021-04-12）.
4. ↑  Blum, Alexander. . Radiation Effects and Defects in Solids. 1975, 24 (4): 277. doi:10.1080/00337577508240819.
5. 1 2 3 4  . 化工引擎.   [2008-05-06].[]
6. ↑  Perrin, D. D., Ionisation Constants of Inorganic Acids and Bases in Aqueous Solution; 2nd Ed., Pergamon Press: Oxford, 1982.
7. ↑  Iwasaki, Hiroji; Takahashi, Mitsuo. . The Review of Physical Chemistry of Japan. 1968, 38 (1).
8. 1 2  Zumdahl, Steven S. . Houghton Mifflin Company. 2009: A22. ISBN 978-0-618-94690-7.
9. 1 2  来源：Sigma-Aldrich Co., Ammonia （20 July 2013查阅）.
10. 1 2  . Immediately Dangerous to Life and Health Concentrations (IDLH). National Institute for Occupational Safety and Health (NIOSH).
11. ↑  （拼音：ān）拼音：，注音：，音同「安」
12. ↑  University, Lehigh. . phys.org.   [2022-07-28]. （原始内容存档于2022-07-28） （英语）.
13. ↑  . www.ornl.gov.   [2022-07-28] （英语）.
14. ↑  Kuganathan, Navaratnarajah; Hosono, Hideo; Shluger, Alexander L.; Sushko, Peter V. . Journal of the American Chemical Society. 2014-02-12, 136 (6). ISSN 0002-7863. doi:10.1021/ja410925g （英语）.
15. ↑  Hara, Michikazu; Kitano, Masaaki; Hosono, Hideo. . ACS Catalysis. 2017-04-07, 7 (4). ISSN 2155-5435. doi:10.1021/acscatal.6b03357 （英语）.
16. ↑  Kitano, Masaaki; Kujirai, Jun; Ogasawara, Kiya; Matsuishi, Satoru; Tada, Tomofumi; Abe, Hitoshi; Niwa, Yasuhiro; Hosono, Hideo. . Journal of the American Chemical Society. 2019-12-26, 141 (51). ISSN 0002-7863. doi:10.1021/jacs.9b10726 （英语）.
17. ↑  . presscenter | Ajinomoto Group | Ajinomoto Co., Inc., UMI, and Tokyo Institute of Technology Professors Establish New Company to implement the World’s First On-Site Production of Ammonia.-- Targeting low-cost, stable supply of amino acids and other fermentation materials, and their applications in agricultural fertilizers --.   [2022-07-28] （英语）.
18. ↑  .   [2022-07-28]. （原始内容存档于2022-05-19） （美国英语）.